# The Magnificent Yankee
The Magnificent Yankee é um filme norte-americano de 1950, do gênero biografia, dirigido por John Sturges  e estrelado por Louis Calhern e Ann Harding.

## Produção

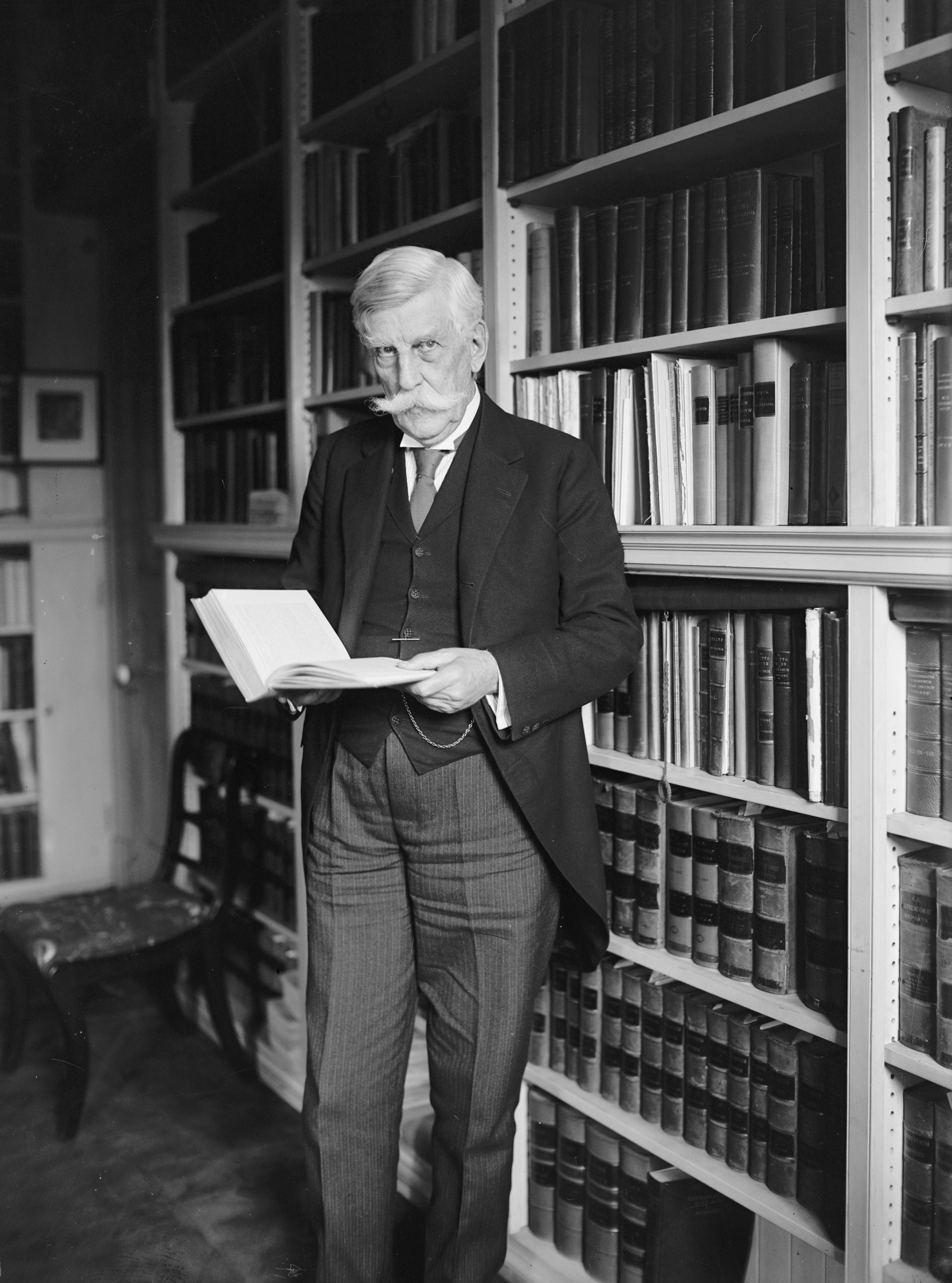
O verdadeiro Oliver Wendell Holmes em sua biblioteca, na década de 1920.

The Magnificent Yankee é a biografia pouco fiel de Oliver Wendell Holmes, jurista liberal da Suprema Corte dos Estados Unidos entre 1902 e 1932. O filme foi concebido por Dore Schary, chefe de produção da MGM, mais como uma produção de prestígio do que como uma capaz de gerar lucros para o estúdio.
O roteiro, desenvolvido por Emmet Lavery, baseia-se em sua própria peça de mesmo nome, por sua vez baseada no livro Mr. Justice Holmes, do ex-secretário do biografado Frank Biddle. A peça foi representada 159 vezes na Broadway, entre janeiro e junho de 1946, sempre com Louis Calhern no papel principal.
A título de recompensa, Calhern, responsável por excelentes atuações como coadjuvante na MGM, foi escalado pelo estúdio para reprisar na tela seu grande sucesso no palco. O esforço valeu-lhe uma indicação ao Oscar, a única de sua carreira.
Em 1965, foi lançada uma versão para a TV, também baseada na peça, com o famoso casal Alfred Lunt e Lynn Fontanne nos papéis principais. Eduard Franz interpretou novamente o Juiz Louis Brandeis, personagem real que foi colega de Holmes.

## Sinopse
Transcorrido em sua maior parte na moradia de Oliver Wendell Holmes em Washington, D. C., o filme mostra a convivência venturosa do juiz com a também inteligente esposa Fanny. Quando ela morre, ele fica profundamente abalado, mas continua a servir seu país. Entre os persongens históricos que desfilam pelo filme, destacam-se o juiz Louis Brandeis e o escritor Owen Wister.

## Premiações
| Patrocinador                                            | Prêmio       | Categoria                                      | Situação |
| ------------------------------------------------------- | ------------ | ---------------------------------------------- | -------- |
| Academia de Artes e Ciências Cinematográficas           | Oscar        | Melhor Ator (Louis Calhern) Melhor Figurino    | Indicado |
| Associação de Correspondentes Estrangeiros de Hollywood | Golden Globe | Melhor Ator em Filme Dramático (Louis Calhern) | Indicado |

## Elenco
| Ator/Atriz       | Personagem                 |
| ---------------- | -------------------------- |
| Louis Calhern    | Juiz Oliver Wendell Holmes |
| Ann Harding      | Fanny Bowditch Holmes      |
| Eduard Franz     | Juiz Louis Brandeis        |
| Philip Ober      | Owen Wister (narrador)     |
| Ian Wolfe        | Adams                      |
| Edith Evanson    | Governanta Annie Gough     |
| Richard Anderson | Secretário Reynolds        |
| Jimmy Lydon      | Secretário Clinton         |
| Herbert Anderson | Secretário Baxter          |